# بابلو بينيد
بابلو بينيد (بالإنجليزية: Pablo Punyed)‏ (18 أبريل 1990 بميامي في الولايات المتحدة - ) هو لاعب كرة قدم أمريكي في مركز الوسط. شارك مع منتخب السلفادور لكرة القدم. أما مع النوادي، فقد لعب مع آي بي في وستيارنان ونادي فيلكير وUngmennafélagið Fjölnir ‏.

## روابط خارجية
- بابلو بينيد على موقع قاعدة بيانات كرة القدم.إي يو (الإنجليزية)
- بابلو بينيد على موقع ناشيونال فوتبول تيمز (الإنجليزية)
- بابلو بينيد على موقع Soccerway.com (الإنجليزية)